# Hassane Toual
 (janvier 2019).
Si vous disposez d'ouvrages ou d'articles de référence ou si vous connaissez des sites web de qualité traitant du thème abordé ici, merci de compléter l'article en donnant les références utiles à sa vérifiabilité et en les liant à la section « Notes et références ».
Hassan Toual (en arabe : حسن طوال) est un footballeur algérien né le 3 janvier 1983 à Kouba dans la wilaya d'Alger. Il évoluait au poste de gardien de but.

## Biographie
Il évolue en Division 1 avec les clubs du NA Hussein Dey, de l'USM Blida, de l'AS Khroub, et enfin du CA Bordj Bou Arreridj.

## Palmarès
- Accession en Ligue 1 en 2002 avec le NA Hussein Dey.
- Accession en Ligue 1 en 2013 avec le RC Arbaâ.